# Claus Aff
Claus Aff war ein Landammann im 15. Jahrhundert auf dem Boden des heutigen Liechtenstein.

## Leben
Claus Aff stammt aus Bendern und wird in den Jahren 1408 und 1421 urkundlich erwähnt. 1408 siegelte er als Landammann am Eschnerberg einen Kaufbrief in Feldkirch und im Jahr 1421 verkaufte er seine Rechte an einer Wiese in Ruggell.

## Privates
Er war mit Adelheid verheiratet.